# Mekar Sari (Banyuasin II)
Mekar Sari is een bestuurslaag in het regentschap Banyuasin van de provincie Zuid-Sumatra, Indonesië. Mekar Sari telt 1763 inwoners (volkstelling 2010).